# Hidrogensulfur de sodi
Hidrogensulfur de sodi és el compost químic amb la fórmula NaHS. Aquest compost és el producte de la mitja neutralització del sulfur d'hidrogen amb hidròxid de sodi. El NaHS és un reactiu útil per a la síntesi de compostos orgànics i inorgànics de sofre. La seva olor és com la del H₂S degut a la hidròlisi per la humitat de l'atmosfera.

## Aplicacions
Anualment es produeixen milers de tones de NaHS. L'ús principal és en la fabricació de paper en el procés Kraft, com a agent de flotació en la mineria del coure i en la indústria de l'adobat de pells per treure'n els pèls.